# Timo Hildebrand
Timo Hildebrand (Worms, 5. travnja 1979.) je njemački umirovljeni profesionalni nogometni vratar. U siječnju 2016. godine, je izjavio kako razmišlja o mogućem kraju svoje nogometne karijere u razgovoru s njemačkim SPORT1.
Hildebrand je kasnije objavio da je okončao svoju nogometnu karijeru.

## Trofeji

### Njemačka
- SP u Njemačkoj 2006. Brončana medalja: 2006.
- Kup konfederacija Brončana medalja: 2005.

### VfB Stuttgart
- Bundesliga: 2006./07.
- DFB-Pokal (finalist): 2006./07.

### Valencia CF
- Copa del Rey: 2007./08.

## Vanjske poveznice
- Službena stranica
- Ukupna statistka na fussballdaten.de (njem.)
- Igračeva statistika -www.lfp.es (šp.)